# Phaeochroops freenae
Phaeochroops freenae är en skalbaggsart som beskrevs av Kuijten 1981. Phaeochroops freenae ingår i släktet Phaeochroops och familjen Hybosoridae. Inga underarter finns listade i Catalogue of Life.